# Apeadeiro de Almancil-Nexe
O apeadeiro de Almancil-Nexe, originalmente denominado apenas de Almancil (nome por vezes grafado como "Almansil"), é uma interface encerrada da Linha do Algarve, que servia as nominalmente localidades de Almancil e Santa Bárbara de Nexe, respetivamente nos municípios vizinhos de Faro e Loulé, em Portugal.

## Descrição

### Localização e acessos
Este apeadeiro situa-se no sítio dos Caliços, na zona do Esteval, na freguesia de Almancil.

## História
Este apeadeiro insere-se no lanço da Linha do Algarve entre Tunes e Faro, que foi inaugurado em 1 de Julho de 1889, pela divisão dos Caminhos de Ferro do Sul e Sueste do Estado Português.
Em Janeiro de 1901, ainda não existia uma ligação rodoviária directa entre o apeadeiro e Santa Bárbara de Nexe, segundo um relatório do conselho de administração dos Caminhos de Ferro do Estado. Em 22 de Abril de 1903, a Direcção de Sul e Sueste dos Caminhos de Ferro do Estado ascendeu o apeadeiro à categoria de estação de quarta classe.
Foi encerrado em 2004, junto com o Apeadeiro de São João da Venda, na sequência da abertura da Estação de Parque das Cidades.